# 현대백화점그룹
현대백화점그룹은 1971년 설립된 대한민국의 재벌이다. 현대그룹 창업주 정주영의 3남인 정몽근이 회장으로 있었으나, 장남인 정지선에게 경영권을 물려주었다. 정지선은 주로 백화점 사업부문의 지분을 갖고 있는 반면, 차남 정교선은 현대H&S을 비롯한 비유통부문의 경영권을 쥐고 있다.

## 타기업 인수 인계 검토
2008년에는 서원대학교가 속한 서원학원의 인수 인계를 추진했으나, 2011년 6월 21일에 이를 백지화하였다. 대신 한 때 현대그룹에 속해 있었던 가구 업체 리바트를 2011년 11월 15일 현대백화점그룹이 인수 인계하였다.
또, 2014년에는 영국의 테스코 사가 자금을 확보하기 위하여 한국 내 자산인 홈플러스 매각을 검토하자, 업계에서는 홈플러스의 대형마트 사업부 인수후보로 현대백화점그룹을 봤지만 결국에는 백지화가 되어버렸다.

## 지주사 및 계열사
- 현대지에프홀딩스 (지주사)
- 현대백화점
- 현대홈쇼핑
- 현대그린푸드
- 한섬
- 현대IT&E
- 현대드림투어
- 현대퓨처넷
- 현대LED
- 현대리바트
- 현대렌탈케어
- 현대캐터링시스템
- 현대이지웰
- 현대벤디스
- 현대에버다임
- 현대에버다임건설
- 현대L&C
- 현대바이오랜드

## 같이 보기
- 재벌
- 대한민국의 경제